# Леопольд I як переможець турків
«Леопольд I як переможець турків» (нім. Kaiser Leopold I. als Sieger über seine Feinde) — скульптурна група зі слонової кістки роботи австрійського скульптора Маттіаса Штайнля (бл. 1643/44—1727). Створена близько 1690/1693 року у Відні. Зберігається у Кунсткамері у Музеї історії мистецтв у Відні (інвент. номер КК 4662).
Імператор Леопольд I (1640—1705) велично сидить на коні, під копитами якого — повержений османський лучник. Уявне поле битви усіяне трофеями, захопленими у турецької та французької армій — двох головних ворогів імператора. 
Разом зі своїм аналогом, кіннім портретом Йосифа I, сином імператора Леопольда I, цей монумент являє собою у малому форматі ідеологічний подвійний пам'ятник, створений для імператорської скарбниці. Однак у ньому прославляються не тільки окремі особистості, скільки відродження і продовження Священної Римської імперії під владою династії Габсбургів.